# National World War II Memorial
O National World War II Memorial (em português:  Memorial Nacional da II Grande Guerra) é um memorial dedicado a  todos os americanos que serviram nas forças armadas durante a Segunda Guerra Mundial. Está localizado no National Mall, em Washington, D.C., no extremo leste do Reflecting Pool, entre o Lincoln Memorial e o Monumento de Washington.
Foi aberto ao público em 29 de abril de 2004, e foi dedicado ao presidente George W. Bush em 29 de maio de 2005, dois dias antes do Memorial Day. O memorial é administrado pelo National Park Service.

## Construção

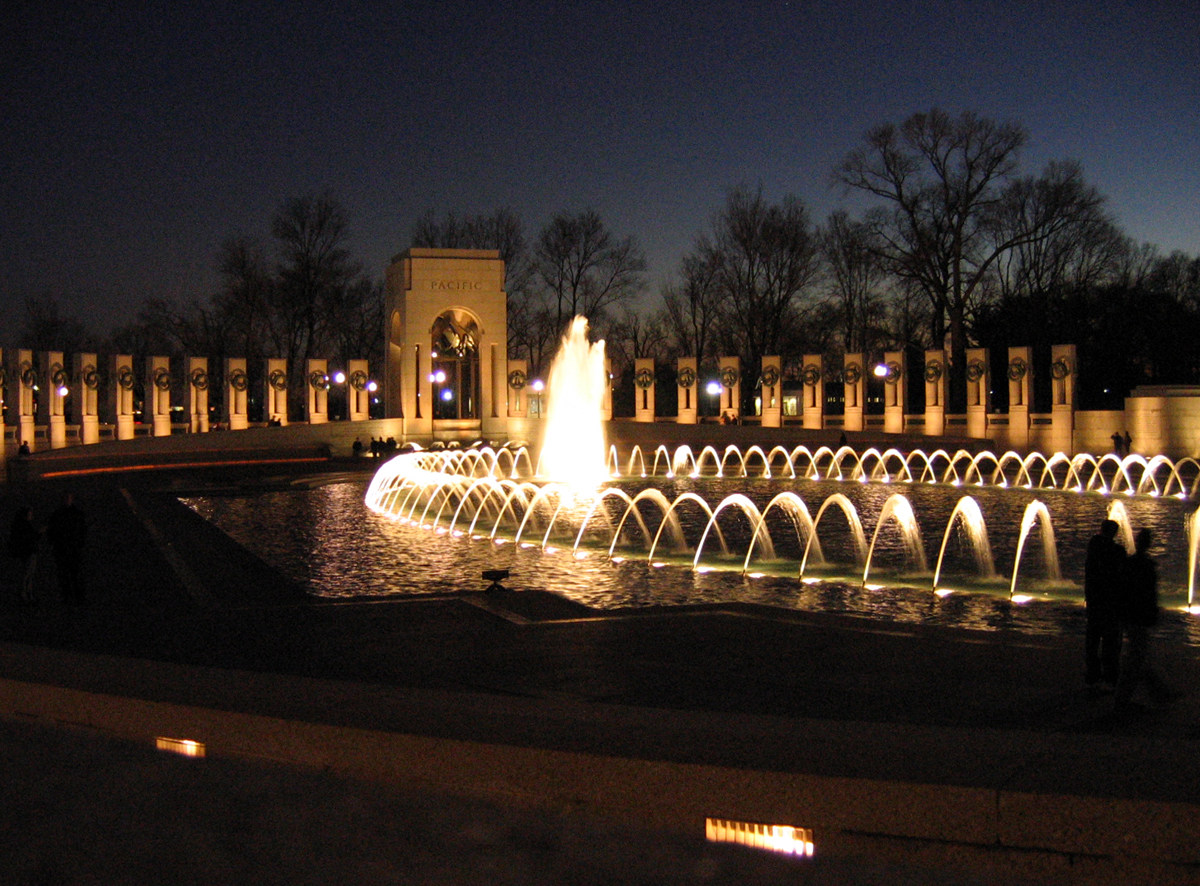
O World War II Memorial, aberto ao público em 2004, que homenageia os soldados mortos na Segunda Guerra Mundial.

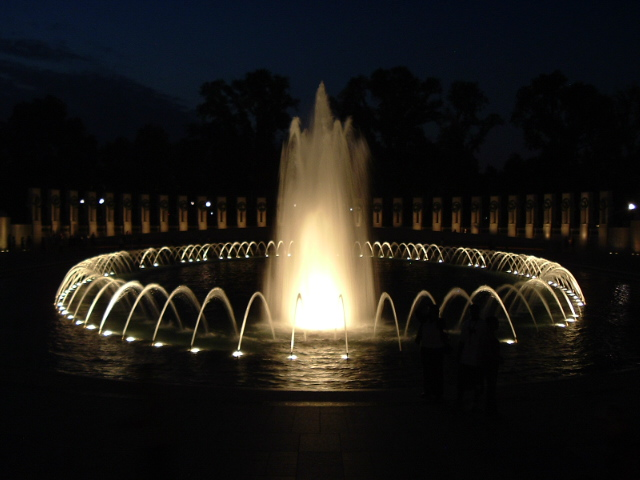
Memorial Nacional da II Grande Guerra

Foi anunciado um concurso para eleger o melhor projeto. A nível nacional o concurso atraiu mais de 600 projectos. O projeto foi selecionado em 1997. Ao longo dos próximos quatro anos, o design  foi alterado durante o processo exigido para revisão e aprovação das propostas de memoriais, em Washington D.C.
O último projeto foi constituído por 56 pilares, cada 17 pés (5 metros) de altura, dispostos em um semicírculo ao redor de uma praça com 43 pés (13 m) de arcos em lados opostos. Cada pilar é inscrito com o nome de um dos 48 estados americanos de 1945, bem como o Distrito de Colúmbia, o Alasca e o Havaí, a Commonwealth das Filipinas, Porto Rico, Guam, Samoa Americana, e as Ilhas Virgens Americanas. O norte do arco é inscrito com a "Atlantic", uma a sul, "Pacífico". A praça é 337 pés, 10 em (103,0 m) de comprimento e 240 pés, 2 polegadas (73,2 m) de largura, é afundado 6 pés (1,8 m) abaixo grau, e inclui uma piscina que é 246 pés por 147 pés 9 polegadas 8 polegadas (75,2 x 45,0 m).

## Controvérsia
Os críticos, como a "Coligação Nacional para salvar o nosso Mall"  opõe à concepção e à localização do memorial. Uma das principais críticas do local é que ele iria interromper o que tinha sido uma visão ininterrupta  entre o Monumento de Washington e do Lincoln Memorial. O memorial também foi criticado por assumir o espaço aberto, que tinham sido historicamente utilizada para grandes manifestações e protestos.